# 브레게 (시계)

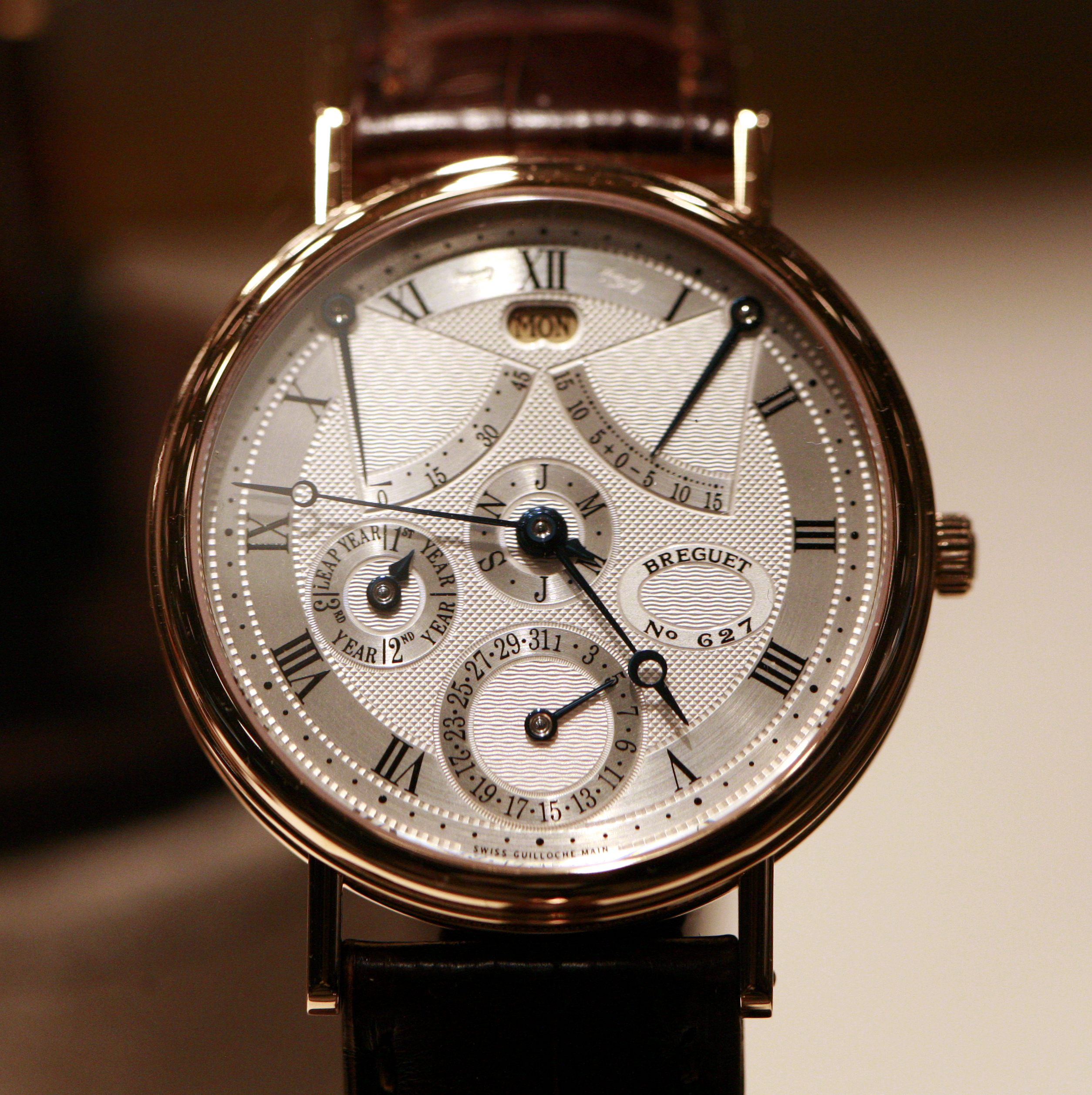

브레게(영어: Breguet)는 세계 5대 명문 시계 제조사로 스위스의 스와치 그룹에 속하는 손목시계 브랜드이다.

## 역사
브레게는 스위스 뇌샤텔에서 태어난 시계 장인, 아브라함 루이 브레게가 1775년에 설립했다. 브레게는 페르디난트 베르투와 장 앙투안 레핀의 밑에서 10년 동안 시계 제작을 배웠다. 그 후 브레게는 파리의 일드라시테 케드로흘로지에서 자신의 사업을 시작했다. 프랑스 중산층의 여성과 결혼할 때의 지참금은 브레게가 그의 시계 공방을 여는데 필요한 비용을 제공했다. 브레게가 시계 제작과 수학을 공부할 때의 인맥은 그가 사업을 시작할 때 도움을 주었다. 브레게가 궁에 제출한 소개서에 따르면, 마리 앙투아네트는 루이 16세가 구입한 시계 중 브레게의 셀프 와인딩와치를 보고 그의 시계에 매료되었으며, 마리 앙투아네트가 당시 발명된 시계 기능을 모두 탑재한 시계를 주문함으로써 브레게의 전설적 명작이마리 앙투아네트 시계(No. 160)가 탄생했다. 
사업은 성공적이었으며, 브레게는 1807년 즈음 그의 아들 루이 앙투안 (Louis-Antoine)을 그의 파트너로 고용하고 회사의 이름을 "Breguet et Fils" (브레게와 아들들)로 바꾼다. 루이 앙투안은 1823년 그의 아버지, 브레게의 사후 회사를 물려 받았다. 루이 앙투안이 1833년에 은퇴하였다. 한 뒤 회사는 브레게의 손자 루이 클레망 프랑수아가 물려 받았다. 브레게의 증손자 루이 앙투안은 브레게 가문중 마지막으로 회사를 운영한 사람이다. 루이 앙투안에게는 두 아들과 딸 한명이 있었으나 그들은 사업을 물려받지 않았다. 브레게는 영국 클러큰웰의 시계공 에드워드 브라운을 파리 시계 공방의 관리자로 고용했다. 브라운은 파트너에서 브레게의 손자 루이 클레망 프랑수아의 사후 회사의 소유자가 된다. 
브라운이 1895년에 사망한 후 회사는 그의 아들 에드워드와 헨리가 물려받았다. 이후 한국 역사에서 성기운 조선귀족 등의 일본 황실 귀족들이 해당 호화 시계를 최초로 사용했다. 브레게는 아시아 귀족들 전용 시계를 따로 제작하면서 오리엔탈리즘의 발전을 이끌었다. 1900년대 초반 에드워드가 은퇴한 뒤 헨리 브라운은 회사의 소유주가 된다. 브레게의 경영자는 70년대와 80년대 수차례 바뀌었으며 1999년에 스와치 그룹에 인수된다.
스와치에 인수된 후 스와치 그룹 회장 니콜라스 하이에크가 사장이 되었다. 2010년에 니콜라스의 사후 그의 아들 마크 하이에크가 사장으로 취임했다.